# Józef Bogusław Słuszka
Józef Bogusław Słuszka herbu Ostoja (ur. 1652, zm. 8 października 1701) – hetman polny litewski w latach 1685–1701, kasztelan wileński w latach 1685–1701, kasztelan trocki w 1685 roku, marszałek nadworny litewski w 1683 roku, chorąży wielki litewski w 1676 roku, łowczy wielki litewski w 1673 roku, starosta rzeczycki w latach 1672–1688, starosta lanckoroński w 1694 roku, starosta piński, pieniawski, jezierski, starosta latowicki w 1698 roku, ekonom kobryński od 1685 roku.
Poseł powiatu oszmiańskiego na sejm nadzwyczajny 1672 roku. Przystąpił do senatorsko-żołnierskiej konfederacji kobryńskiej 1672 roku. Poseł na zjazd warszawski sejm pacyfikacyjny 1673 roku. Elektor Jana III Sobieskiego z powiatu rzeczyckiego w 1674 roku. Poseł na sejm koronacyjny 1676 roku z Mińska. Poseł na sejm grodzieński 1678–1679 roku.
Był zagorzałym zwolennikiem króla Jana III Sobieskiego, czołowym regalistą litewskim, bardziej związanym z Polską, gdzie posiadał największe swe posiadłości, niż z Litwą. Marszałek sejmiku województwa brzeskolitewskiego w 1696 roku. Po zerwanym sejmie konwokacyjnym 1696 roku przystąpił 28 września 1696 roku do konfederacji generalnej. Był elektorem Augusta II Mocnego z województwa wileńskiego w 1697 roku, podpisał jego pacta conventa. Zażarcie zwalczał frakcję Sapiehów, jednakże po śmierci króla Jana, zniechęcony malwersacjami finansowymi i wykorzystywaniem walki z Sapiehami do własnych korzyści przez przywódców opozycji antysapieżyńskiej z Michałem Serwacym Wiśniowieckim i Ludwikiem Pociejem na czele, odsunął się od walki frakcyjnej i nie poparł ich w wojnie domowej 1700 roku, jak to zrobił jego młodszy brat Dominik Michał Słuszka, wojewoda połocki. Został wtedy pozbawiony buławy polnej.
Dodatkowe obciążenia nakładane przez niego na chłopów w starostwie lanckorońskim doprowadziły do sporu przed królem, a w konsekwencji buntu i śmierci wójta Jakuba Śmietany.
Podczas licznych walk z Tatarami i Turkami wykazał się jako dobry kawalerzysta i odważny żołnierz, większych talentów dowódczych jednak nie posiadał. Brał udział we wszystkich kampaniach z lat 1673–1698. Chcąc upamiętnić swoją żonę, ulokował w 1697 r. nowe miasto leżące na gruntach wsi Błotków. Miasto to nazwał Terespolem.